# わっふるだぼー
わっふるだぼーは、フィノリアファクトリーに所属する2人組女性アイドルデュオである。

## 概要
2012年9月1日に磯有沙と津川愛美の2人でchoice?への加入を目指す候補生のユニットとしてNEXT choiceが結成され、翌年2013年3月16日磯有沙と津川愛美は、NEXT choiceを卒業し、約半年間のchoice?と共にした経験を生かし、更に飛躍すべく、新たに2人組女性アイドルデュオ「わっふるだぼー」を結成する。
ユニット名の由来はワッフルは同じ型の二枚の鉄板に挟んで焼く、何とでも合わせられる万能なお菓子、二人で力を合わせ色んな事にチャレンジし、きっと乗り越えられる未来を重ね合わせて「ワッフル」、もし店頭で「津川味」にするか「磯味」にしますかと問われたら、「ダボー(ダブル)！」と言わざるを得ないほど甲乙つけがたいという意味が込められている。

## メンバー
津川愛美（つがわ まなみ、愛称 まなみ、津川ちゃん、まなみっくす）- リーダー
磯有沙（いそ ありさ、愛称 ありさ、ありありちゃん）
- 1998年3月20日生まれ。血液型A型。
- 2014年6月30日卒業

## 研修生
上原真央（うえはら まお、愛称 まおまお）
- 1993年10月8日生まれ。東京都出身。血液型A型。
- 2014年1月12日のライブより研修生として加入。

## 略歴
2012年
- 2012年8月18日 - フィノリアファクトリーの自社ライブイベント『Finolia Factory ファン感謝イベント2012【真夏編】～浴衣祭り～』にて磯有沙、津川愛美がデビューする。
- 2012年9月1日 - 磯有沙と津川愛美の2人でchoice?への加入を目指す候補生のユニットとしてNEXT choiceが結成された。
- 2012年10月28日 - NEXT choice カバーシングル「求愛型無敵宣言～choice?がメイドだったら～/夏色プリズム」をFinolia Factory ファン感謝イベント2012【高秋編】にて発表・発売。

2013年
- 2013年3月16日 - 磯有沙と津川愛美は、NEXT choiceを卒業し、約半年間のchoice?と共にした経験を生かし、更に飛躍すべく、新たに2人組女性アイドルデュオ「わっふるだぼー」を結成する。
- 2013年3月16日 - 1stシングル「ほら、たくさん！」をFinolia Factory Holiday Special Vol.53にて発表・発売。
- 2013年5月18日 - 津川愛美1stシングル「夏の入り口」をFinolia Factory Holiday Special Vol.57にて発表・発売。
- 2013年6月9日 - 2ndシングル「にゃごにゃごマジック」をFinolia Factory Holiday Special Vol.58にて発表・発売。
- 2013年6月23日 - 『IDOL COLLECTION Vol.12』出演の為、名古屋へ初遠征。
- 2013年8月16日 - 津川愛美が諸事情により一旦の活動休止を発表。磯有沙単体での活動となる。
- 2013年12月29日 - 磯有沙が同事務所choice?との兼任を発表。
- 2014年1月12日 - 上原真央がわっふるだぼー研修生しての活動を発表。
- 2014年6月30日 - 磯有沙が卒業。
- 2014年7月27日 - 津川愛美が卒業。

## 作品

### シングル
1. 求愛型無敵宣言 〜choice?がメイドだったら〜/夏色プリズム（NEXT choice名義、2012年10月28日）
  - 求愛型無敵宣言 〜choice?がメイドだったら〜（作詞：MURATA 作曲・編曲：Switch Craft (作曲家)）
    - オリジナルは同レーベルのアイドルグループchoice?の楽曲

  - 夏色プリズム（作詞：MURATA 作曲・編曲：Switch Craft (作曲家)）
    - オリジナルは同レーベルのアイドルグループchoice?の楽曲
2. ほら、たくさん！（2013年3月16日 - 作詞：MURATA 作曲・編曲：Switch Craft (作曲家)）
3. にゃごにゃごマジック（2013年6月9日 - 作詞：MURATA 作曲・編曲：Switch Craft (作曲家)）

### ソロ・ユニット楽曲
津川愛美
- 夏の入り口（2013年5月18日 - 作詞：MURATA 作曲・編曲：Switch Craft (作曲家)）

Finolia Girls（磯有沙・津川愛美）
- だってダイヤモンドは傷つかない（2012年12月29日 - 作詞：MURATA 作曲・編曲：Switch Craft (作曲家)）

Finolia Girls（磯有沙）
- 同じ星 同じ時代（2013年8月24日 - 作詞：MURATA 作曲・編曲：Switch Craft (作曲家)）
- VAMOS!! VAMOS!!（2014年6月8日 - 作詞：MURATA 作曲・編曲：Switch Craft (作曲家)）

## DVD
- AsoBit☆Girls定期公演DVD Vol.15&16 (2013年7月22日)
  - 収録:ほら、たくさん！,恋のコの字はハートのメール,夏色プリズム,にゃごにゃごマジック
- choice? 7thワンマンライブ『君の事、好きだった ～渋谷で伝える君への想い～』DVD (2013年7月27日)

## 書籍
- CD Journal 2013年5月号 「南波一海のアイドル消耗戦 第23戦 魅惑のワープ使いが光るわっふるだぼーのこと」
- ブブカ 2013年6月号 「いまチェックするべきアイドルグループはコレだ！ライブアイドル a go go!!」

## 出演

### テレビ
- もはや神ダネ（フジテレビ、2013年8月21日）

津川愛美
- 赤丸!スクープ甲子園（日本テレビ、2013年6月10日）